# Culex impudicus
Culex impudicus är en tvåvingeart som beskrevs av Ficalbi 1890. Culex impudicus ingår i släktet Culex och familjen stickmyggor. Inga underarter finns listade i Catalogue of Life.